# 2024년 플로리다 마리화나 합법화 계획
2024년 플로리다 대마초 합법화 발의안은 "성인 개인의 대마초 사용"이라는 공식 명칭(플로리다 이니셔티브 22-05)을 가지고 있으며, 성공적인 법적 이의가 제기되지 않는다면 2024년 선거 투표에 등장할 예정이다. 이 유권자 발의안은 플로리다 주 헌법을 개정하여 플로리다 주에서 대마초 사용을 합법화할 것이다.

## 역사
2022년 8월경 당국에 등록된 이 발의안은 서명 수집을 위해 22-05 이니셔티브 번호가 부여되었다. 선거 투표에 유효한 서명을 얻기 위해서는 891,589개의 서명이 필요했다. 2022년 12월 1일까지 53,982개의 서명을 획득했고, 2023년 초에는 294,037개의 서명이 유효화되어 자동으로 주 최고법원의 법률 검토가 시작되었다. 4월 4일까지 플로리다 주무부는 635,961개의 서명을 유효화했으며, 5월 1일까지 841,130개의 서명이 유효화되었다. 6월 1일쯤 플로리다 선거 관리국은 967,528개의 서명을 유효화하여 해당 조치가 2024년 선거 투표에 출마할 자격을 얻었다.